# Kreisgericht Rawicz
Das Kreisgericht Rawicz war von 1849 bis 1878 ein preußisches Kreisgericht mit Sitz in Rawicz.

## Geschichte
In Rawicz bestand bis 1849 das Land- und Stadtgericht Rawicz. Nach der Märzrevolution wurde dieses Gericht aufgehoben und in der ganzen Provinz Posen einheitlich Kreisgerichte gebildet. In Rawicz entstand so das Kreisgericht Rawicz. Es war eines von 16 Kreisgerichten im Sprengel des Appellationsgerichts Posen. In Gostyn war eine Gerichtsdeputation eingerichtet.
Der Sprengel des Kreisgerichts Rawicz umfasste den Kreis Kröben mit den Städten Bojanowo, Dubin, Görchen, Gostyn, Jutroschin, Kröben, Punitz, Rawicz, Sandberg und Sarne mit 70.293 Gerichtseingesessenen (1861). Das Kreisgericht Lissa war das zuständige Schwurgericht für das Kreisgericht Rawicz. Gerichtstage wurden in Bojanowo und Jutroschin gehalten. Das Gericht bestand aus einem Direktor und zehn Kreisrichtern. Hinzu kamen drei Richter der Gerichtsdeputation.
Im Rahmen der Reichsjustizgesetze wurde das Gerichtswesen in Deutschland 1879 vereinheitlicht. Damit wurde das Kreisgericht Rawicz aufgehoben und das königlich preußische Amtsgericht Rawitsch (sowie das Amtsgericht Gostyn für die Gerichtsdeputation) mit Wirkung zum 1. Oktober 1879 als eines von sieben Amtsgerichten im Bezirk des Landgerichtes Lissa als Nachfolger gebildet.